# Municipio de Unadilla
El municipio de Unadilla (en inglés: Unadilla Township) es un municipio ubicado en el condado de Livingston en el estado estadounidense de Míchigan. En el año 2010 tenía una población de 3366 habitantes y una densidad poblacional de 37,42 personas por km².

## Geografía
El municipio de Unadilla se encuentra ubicado en las coordenadas 42°28′20″N 84°4′28″O / 42.47222, -84.07444. Según la Oficina del Censo de los Estados Unidos, el municipio tiene una superficie total de 89.95 km², de la cual 87,42 km² corresponden a tierra firme y (2,8 %) 2,52 km² es agua.

## Demografía
Según el censo de 2010, había 3366 personas residiendo en el municipio de Unadilla. La densidad de población era de 37,42 hab./km². De los 3366 habitantes, el municipio de Unadilla estaba compuesto por el 97,65 % blancos, el 0,36 % eran afroamericanos, el 0,62 % eran amerindios, el 0,27 % eran asiáticos, el 0,06 % eran de otras razas y el 1,04 % eran de una mezcla de razas. Del total de la población el 1,31 % eran hispanos o latinos de cualquier raza.